# Cupressus austrotibetica
Cyprès Tibétain
Espèce
Cupressus austrotibetica, est un arbre résineux de la famille des Cupressacées originaire des vallées profondes de la région du Grand Canyon de Yarlung Tsangpo, dans le sud du Tibet. C'est la plus grande espèce de cyprès au monde. Un spécimen avec une hauteur de 102,3 m a été découvert dans les forêt du Canyon du Yarlung Tsangpo dans la région du Tibet en Chine,,.

## Description
C'est un arbre de grande taille, voire extrêmement grand, qui peut atteindre 102 mètres de haut, ce qui en fait la deuxième espèce d'arbre la plus haute de la planète après Sequoia sempervirens. Son écorce est épaisse, gris-brun, sillonnée verticalement. Il se distingue des autres espèces de Cupressus par ses pousses extrêmement fines et filiformes de moins de 1 mm d'épaisseur et ses petits cônes de seulement 12 à 16 mm de long et de moins de 12 mm de diamètre, avec 8 à 12 écailles.